# Furtum
Das furtum (≈ lateinisch Diebstahl) war eine Deliktsobligation bereits im altzivilen römischen Recht. Eigentums- und Besitzverletzungen wurde mit der Pönalklage der actio furti verfolgt.

## Voraussetzungen
Das furtum (lat. von ferre; „heimliches Wegtragen“) ist mit dem Diebstahl des modernen Verständnisses nur ungenügend vergleichbar. Es umfasste ursprünglich nämlich jede Art einer vorsätzlichen, strafbaren Sachentziehung in eigennütziger Absicht:

“Furtum est contrectatio rei fraudulosa lucri faciendi gratia velipsius rei vel etiam usus eius possessionisve. Quod lege naturali prohibitum est admittere.”

„Diebstahl ist jedes unredliche Antasten in gewinnsüchtiger Absicht, sei es der Sache selbst oder sei es auch des Gebrauches oder des Besitzes. Dies ist nach einem natürlichen
Gesetz verboten.“

Der Tatbestand erfasste somit Sachverhalte, die nach heutigem Recht in Deutschland zu großen Teilen in unterschiedlichen Tatbeständen aufgehen würden. So wäre der furtum-Begriff vom Diebstahl, mit Einschränkungen dem räuberischen Diebstahl, der Unterschlagung (beziehungsweise Veruntreuung in Österreich) und dem Betrug (etwa im Falle der Verwendung falscher Gewichte oder des Urkundendiebstahles) erfasst. Darüber hinaus war das furtum auch dann anwendbar, wenn das Verhalten nach heutigen Maßstäben überhaupt nicht strafbar ist, etwa bei vertrags- oder rechtswidrigem Gebrauch einer Sache. Dass – in Abgrenzung zum Diebstahl moderner Prägung – „Heimlichkeit“ der Wegnahme einer fremden beweglichen Sache vorliegen musste, wurde in der Forschung streitig diskutiert und von Max Kaser bejaht.

## Geschichte
Grundlage für die Entwicklung des furtum waren – neben dem gewohnheitsrechtlich gefestigten mos maiorum – die Zwölftafelgesetze. Ähnlich wie auch die germanischen Rechte (vgl. Gerüfte) unterscheiden diese danach, ob der Klaggegner noch am Tage der Tat ergriffen wurde oder das Diebesgut im Rahmen einer der Tat unmittelbar folgenden Haussuchung (quaestio lance et licio) aufgefunden wurde. War dies der Fall, lag ein furtum manifestum vor. Der fur manifestus („auf frischer Tat angetroffener Dieb“) wurde vor den Magistraten gebracht, ausgepeitscht und anschließend in die Verfügungsgewalt des privaten Strafverfolgers überstellt. Dieser hatte in der Frühphase des Rechtsinstituts die Möglichkeit, den Dieb zu töten oder ihn als Sklaven zu verkaufen (trans tiberim). In der postdecemviralen Zeit kam die Todesstrafe außer Übung und wurde durch die sklavereiähnliche Schuldknechtschaft ersetzt.
Handelte der Dieb gar nachts oder versuchte er, seine Beute mittels Waffengewalt zu verteidigen, oder widersetzte er sich einer unmittelbar bevorstehenden Festnahme, so durfte der Verletzte ihn am Ort töten, wenn die Nachbarn vorab laut und feierlich zur Bezeugung der Tat herbeigerufen worden waren (frühlateinisch: endoplorare, implorare). Die Nachbarschaft bildete sodann ein Notgericht und stellte mit der Tatbezeugung auch gleichzeitig die Voraussetzungen für die Verurteilung fest. Gerechtfertigt waren diese Maßnahmen durch die XII Tafeln (tabula VIII, 12). Offenkundigkeit einer Tat ließ unmittelbare Vollstreckungsmaßnahmen zu, denn es wurde davon ausgegangen, dass ein Urteil in diesen Fällen entbehrlich war. Wurde der Dieb nicht auf frischer Tat ertappt (fur nec manifestus), konnte der Bestohlene nur auf dem Klageweg (actio furti nec manifesti) eine Geldbuße in Höhe des doppelten Wertes (duplum) des Gegenstands erstreiten.
Die Unterscheidung zwischen „offenkundigem“ – mithin unbestreitbarem – fur manifestus und „nicht offenkundigem“ – also nicht beweisgesichertem – fur nec manifestus wurde bis ins spätklassische römische Recht hinein getroffen. Es gab lediglich den Unterschied, dass in der Zeit des Prinzipats der fur manifestus milder bestraft wurde, nämlich mit dem vierfachen Wert (quadruplum) des gestohlenen Gegenstandes. In dieser Zeit wurde der Tatbestand des furtum durch die Schöpfung anderweitiger spezieller Normen zudem eingeschränkt, sodass einige Tathandlungen aus unerlaubter Sachentziehung aus dem Tatbestand furtum herausfielen.
Als qualifizierter Fall des furtum galt seit der klassischen Zeit die rapina („Raub“). In diesen Fällen erfolgt die Wegnahmehandlung durch (körperliche) Gewalteinwirkung oder Androhung von Gewalt. In der römischen Frühphase der Republik lag die Betonung beim Raub noch nicht bei der Sachentziehung, sondern der Personenverletzung (iniuria), weshalb eine Sanktionierung nicht aus furtum erfolgte.
War der Verdächtigte nicht der Dieb, weil ihm die Sache tatsächlich zugeschoben worden war, kam er gleichwohl nicht aus der Haftung frei, sondern musste sich zur Schadloshaltung an den Dieb halten. Dazu stand ihm die actio furti oblati (mit gleichem Strafmaß) zur Verfügung.